# Pokémon: XYZ-afsnit
Pokémon: XYZ er den nittende sæson af Pokémon og den sidste del af Pokémon Serien: XY, en japansk anime-TV-serie, kendt i Japan under navnet Pocket Monsters: XY & Z (ポケットモンスターエックスワイ　アンド　ゼット Poketto Monsutā Ekkusu Wai ando Zetto). Den blev oprindeligt sendt i Japan på TV Tokyo fra den 7. januar 2010 til den 9. september 2010, og senere i Danmark på Pokémon TV fra den 13. maj 2016 til den 19. maj 2017. Den danske versionering er lavet af SDI Media og er baseret på den amerikanske udgave, som er produceret af The Pokémon Company.
I Denne sæson bliver det en alsutning på Ash Ketchum og Pikachus rejse i Kalos Region for at deltage i kalos salene så han kan deltage i Kalos Ligaen Ham og Pikachu rejser stadig sammen med Lumiose City sal lederen Clemont, hans lille søster Bonnie og Ashs Barndoms Ven Serena. deltager Serena fortsat deltager i Pokemon Udstillingerne hvor hun skal vinde 3 prinsesse nøgler så hun kan deltage i Mester Klassen hvor hun vil få opfyldt sin drøm om at blive Kalos Dronning. vore helte møder også team flare og mega udviklingstræneren Alain som er Team Flare Agent og er på en mission for at samle Mega Udviklings energy så han kan hjælpe hans Ven og rejsekompan Mairin og Hendes Chespin som er i koma for at Chespin kan vågne op igen og hvor Mairin kan smile igen samtidige deltager Alain også i Kalos Ligaen for at opsøge mega udviklings energy der og for at kæmpe i mod Ash igen efter at have dannet et tæt venskab med ham.

## Afsnit
| Nr. i serie | Nr. i sæson | Dansk titel Japansk titel | Japansk visning    | Dansk visning        |
| ----------- | ----------- | --- | ------------------ | -------------------- |
| 895         | 1           | "Fra A til Z!" "Z Bakutan! Karosu ni Hisomu Mono!!" (Z爆誕！カロスに潜む者！！)                                                                     | 29. oktober 2015   | 13. maj 2016         |
| 896         | 2           | "Kærligheden slår til! Stakkels Eevee!" "Nekketsu Haribōgu! Nerawareta Puni-chan!!" (熱血ハリボーグ！狙われたプニちゃん！！)                        | 5. november 2015   | 20. maj 2016         |
| 897         | 3           | "En gigakamp med Megaresultater!" "Mega Tabunne VS Giga Giga Nyāsu!!" (メガタブンネVSギガギガニャース！！)                                          | 12. november 2015  | 27. maj 2016         |
| 898         | 4           | "Et heftigt overgangsritual!" "Shishiko to Kaenjishi! Honō no tabidachi!!" (シシコとカエンジシ！炎の旅立ち！！)                                     | 19. november 2015  | 3. juni 2016         |
| 899         | 5           | "Drøm en lille drøm fra mig!" "Pikachu, Puni-chan no yume o miru!" (ピカチュウ、プニちゃんの夢を見る！)                                             | 26. november 2015  | 10. juni 2016        |
| 900         | 6           | "Legenden om ninjahelten!" "Yōkoso ninja-mura e! Eiyū Gekkouga no densetsu!!" (ようこそ忍者村へ！英雄ゲッコウガの伝説！！)                          | 3. december 2015   | 17. juni 2016        |
| 901         | 7           | "En byfest med mange beslutninger!" "Ninja-mura kessen! Gekogashira tai Kirikizan!!" (忍者村決戦！ゲコガシラ対キリキザン！！)                       | 10. december 2015  | 24. juni 2016        |
| 902         | 8           | "En dansende debut!" "Odore Ībui! ToraiPokaron Debyū!!" (踊れイーブイ！トライポカロン･デビュー！！)                                                 | 17. december 2015  | 1. juli 2016         |
| 903         | 9           | "Møde ved Terminus-grotten!" "Tsui no Dōkutsu! Ugokidashita Z no Nazo!!" (ついの洞窟！動き出したZの謎！！)                                          | 24. december 2015  | 8. juli 2016         |
| 904         | 10          | "En cellulær forbindelse!" "Yurīka to Puni-chan!" (ユリーカとプニちゃん！)                                                                          | 14. januar 2016    | 15. juli 2016        |
| 905         | 11          | "Et vindblæst møde!" "Onbatto to Furaette! Kaze no naka no meguriai!!" (オンバットとフラエッテ！風の中のめぐりあい！！)                             | 21. januar 2016    | 22. juli 2016        |
| 906         | 12          | "Festlige danseskapader!" "Satoshi to Serena! Dansu pāti de getto da ze!!" (サトシとセレナ！ダンスパーティでゲットだぜ！！)                         | 28. januar 2016    | 29. juli 2016        |
| 907         | 13          | "Et møde mellem to rejser!" "Saikyō mega batoru! Gekkouga VS Mega Rizādon!!" (最強メガバトル！ゲッコウガＶＳメガリザードン！！)                     | 4. februar 2016    | 5. august 2016       |
| 908         | 14          | "En eksplosiv operation!" "Bakuretsu Gurando Fōsu! Jigarude hokaku sakusen!!" (爆裂グランドフォース！ジガルデ捕獲作戦！！)                          | 11. februar 2016   | 12. august 2016      |
| 909         | 15          | "En vandsættende begivenhed!" "Kōya no Burigaron! Ki wo ueru Robon!!" (荒野のブリガロン！木を植えるロボン！！)                                      | 18. februar 2016   | 19. august 2016      |
| 910         | 16          | "Valgmuligheder i Mesterklasse!" "Masutā Kurasu e no shiren! Dō suru Serena!?" (マスタークラスへの試練！どうするセレナ！？)                         | 25. februar 2016   | 26. august 2016      |
| 911         | 17          | "Et elektriserende raseri!" "Sandā to Onbān! Ikari no raigeki!!" (サンダーとオンバーン！怒りの雷撃！！)                                             | 3. marts 2016      | 2. september 2016    |
| 912         | 18          | "Nøglen til respekt!" "Refuto to Raito! Yureru kokoro no Kametete!!" (レフトとライト！揺れる心のカメテテ！！)                                       | 10. marts 2016     | 9. september 2016    |
| 913         | 19          | "Mesterklassen er samlet!" "Masutā Kurasu kaimaku! Hibana chiru otome no gekitō!!" (マスタークラス開幕！火花散る乙女の激闘！！)                     | 17. marts 2016     | 16. september 2016   |
| 914         | 20          | "Vejen er banet til fremtiden!" "Eru VS Serena! Ake mirai e no tobira!!" (エルVSセレナ！開け未来への扉！！)                                         | 24. marts 2016     | 23. september 2016   |
| 915         | 21          | "Den helt perfekte partner?" "Shitoron no hanayome!? Yurīka no Shiru-bu-pure panikku!!" (シトロンの花嫁！？ユリーカのシルブプレパニック！！)        | 7. april 2016      | 30. september 2016   |
| 916         | 22          | "Kamp for fuld styrke!" "Serena, Satoshi ni naru! Saikyō Pikachū taiketsu!!" (セレナ、サトシになる！最強ピカチュウ対決！！)                         | 14. april 2016     | 7. oktober 2016      |
| 917         | 23          | "Synkronicitetstesten!" "Satoshi to Aran! Gekkouga VS Mega Rizādon futatabi!!" (サトシとアラン！ゲッコウガＶＳメガリザードンふたたび！！)           | 21. april 2016     | 14. oktober 2016     |
| 918         | 24          | "Nye venner til Phantump!" "Mori no noroi to shiroi Bokurē!" (森の呪いと白いボクレー！)                                                             | 28. april 2016     | 21. oktober 2016     |
| 919         | 25          | "En forskningskamp med mesterlig støtte!" "Satoshi tai chanpion Karune! VS Mega Sānaito!!" (サトシ対チャンピオン・カルネ！VSメガサーナイト！！)     | 5. maj 2016        | 28. oktober 2016     |
| 920         | 26          | "En overraskende kamp for fuld kraft!" "Raibaru taiketsu! Satoshi VS Shōta!!" (ライバル対決！サトシVSショータ！！)                                  | 12. maj 2016       | 4. november 2016     |
| 921         | 27          | "Hagl over Is-Kamppladsen!" "Eisetsu Jimu Sen! Kōri no batorufīrudo!!" (エイセツジム戦！氷のバトルフィールド！！)                                   | 19. maj 2016       | 11. november 2016    |
| 922         | 28          | "At se skoven for bare træer!" "Mayoi no Mori...Shinka no Yoake!!" (迷いの森・・・進化の夜明け！)                                                   | 26. maj 2016       | 25. november 2016    |
| 923         | 29          | "En rigtig isbryder!" "Satoshi-Gekkouga VS Mega Yukinō'o!! Hatsudō kyodai mizu shuriken!!" (サトシゲッコウガVSメガユキノオー！発動巨大水手裏剣！！) | 2. juni 2016       | 9. december 2016     |
| 924         | 30          | "En usleben diamant" (メレシーを探せ！ヌメルゴンとデデンネ！！)                                                                                     | 9. juni 2016       | 16. december 2016    |
| 925         | 31          | "En giga omgang gadgets!" (爆熱の機巧（からくり）フェスティバル！！)                                                                                | 16. juni 2016      | 23. december 2016    |
| 926         | 32          | "I en liga for sig!" (カロスリーグ開幕！メガリザードン対決・X対Y！！)                                                                               | 30. juni 2016      | 23. december 2016    |
| 927         | 33          | "En vigtig erfaring for alle!" (メガジュカイン対ライチュウ！経験値いただきます！！)                                                                 | 7. juli 2016       | 6. januar 2017       |
| 928         | 34          | "Analyse mod passion!" (準決勝フルバトル！サトシ対ショータ！！)                                                                                     | 21. juli 2016      | 13. januar 2017      |
| 929         | 35          | "En fængslende rivalisering!" (ライバル決戦！サトシゲッコウガVSメガジュカイン！！)                                                                  | 28. juli 2016      | 20. januar 2017      |
| 930         | 36          | "En flammende Kalos-liga med en vis Flare!" (激闘カロスリーグ！集え、すべての熱き想いよ！！)                                                        | 4. august 2016     | 27. januar 2017      |
| 931         | 37          | "Finaler er ikke for svage sjæle!" (決勝戦！サトシ対アラン！！)                                                                                     | 11. august 2016    | 3. februar 2017      |
| 932         | 38          | "En flammende fyrig finale!" (カロスリーグ優勝！サトシ頂上決戦！！)                                                                                 | 18. august 2016    | 10. februar 2017     |
| 933         | 39          | "En tårnhøj magtovertagelse!" "Shōgeki Furea-dan! Purizumu tawā no Jigarude!!" (襲撃フレア団！プリズムタワーのジガルデ！！)                         | 25. august 2016    | 17. februar 2017     |
| 934         | 40          | "Fra drøm til mareridt!" "Shōgeki Jigarude tai Jigarude! Kowareyuku sekai!!" (衝撃ジガルデ対ジガルデ！壊れゆく世界！！)                             | 1. september 2016  | 3. marts 2017        |
| 935         | 41          | "Den rette helt til det rette job!" "Totsugeki Miare Jimu! Shitoroido yo ēen ni!!" (突撃ミアレジム！シトロイドよ永遠に！！)                         | 8. september 2016  | 3. marts 2017        |
| 936         | 42          | "Et stenhårdt forsvar af Kalos!" "Shingeki-suru kyoseki! Karosu bōēsen!!" (進撃する巨石！カロス防衛線！！)                                          | 15. september 2016 | 17. marts, 2017      |
| 937         | 43          | "Skabelsen af en perfekt alliance!" "Hangeki no Jigarude! Karosu saishō kessen!!" (反撃のジガルデ！カロス最終決戦！！)                              | 15. september 2016 | 17. marts, 2017      |
| 938         | 44          | "I kamp for en ny chance!" "Hajimari wa Zero! Shitoroido no Ketsudan!!" (はじまりはゼロ！シトロンの決断！！)                                        | 6. oktober 2016    | 24. marts 2017       |
| 939         | 45          | "Den første dag i resten af dit liv!" "Satoshi to Rasuto Batoru! Serena no Sentaku!!" (サトシとラストバトル！セレナの選択！！)                      | 13. oktober 2016   | 31. marts, 2017      |
| 940         | 46          | "Til glæde for de mange!" "Saraba Satoshi Gekkouga! Xerosicy no gyakushū" (さらばサトシゲッコウガ！クセロシキの逆襲)                                | 20. oktober 2016   | 19. maj 2017         |
| 941         | 47          | "Til vi dyster igen!" "Owari naki zero! Mata au hi made!!" (終わりなきゼロ！ また逢う日まで！！)                                                    | 27. oktober 2016   | 19. maj 2017         |
| S05         | 48          | "Legenden om X, Y og Z!" "XYZ no densetsu!" (ＸＹＺの伝説！)                                                                                        | 3. november 2016   | 19. maj 2017         |
| —           | —           | "Saikyō no futari! Citron to Dent!!" (最強の二人！シトロンとデント！！)                                                                             | 10. november 2016  | Ikke sendt i Danmark |

## Stemmer
| Karakter    | Japansk            | Dansk                   |
| ----------- | ------------------ | ----------------------- |
| Ash Ketchum | Rika Matsumoto     | Mathias Klenske         |
| Pikachu     | Ikue Ōtani         | Ikue Ōtani              |
| Serena      | Mayuki Makiguchi   | Josephine S. Ellefsen   |
| Clemont     | Yūki Kaji          | Silas Victor Phillipson |
| Bonnie      | Mika Kanai         | Mia Aunbirk             |
| Jessie      | Megumi Hayashibara | Ann Hjort               |
| James       | Shinichiro Miki    | Thomas Kirk             |
| Meowth      | Inuko Inuyama      | Peter Zhelder           |
| Fortæller   | Unshō Ishizuka     | Torben Sekov            |

## Hjemmeudgivelser
I Japan er sæsonen blevet fuldt udgivet til udlejning, men købeudgivelser er begrænset til visse afsnit. Sæsonen har fået en komplet hjemmeudgivelse på engelsk i USA og Australien på nær det usendte afsnit.
I Danmark har denne sæson ikke set nogen form for hjemmeudgivelse.